# Будлеја
Будлеја, летњи јоргован (Buddleja davidii Franch.) је врста за чије откриће и интродукцију у Европу је везано више ботаничара. Роду Buddlеја дао је назив Лине (1737) по енлеском свештенику и ботаничару Будлу (Adam Buddle, 1662–1715), а име врсте davidii добила је по француском Лазаристи, мисионару, Католичком свештенику, зоологу и ботаничару Давиду (Armand David, 1826-1900) који је послао прве примерке из Источног Тибета 1869. године ботаничару Франшеу (Adrien Rene Franchet, 1834-1900) аутору ове врсте у париски Национални музеј историје природе (Musee National d'Historie Naturelle). Синоним је Buddleja variabilis Hemsl., а потиче из 1887. године када је Хенри (Augustine Henry 1857-1930) независно од претходних открића послао узорак из Кине Хемслију (William Botting Hemsley, 1843-1924).

## Опис
Будлеја је жбун висине 3 m. Листови су наспрамни, прости, елиптичноланцетасти. Дуги су 10- 20 cm, а широки око 3 cm. При основи и на врху је зашиљено, а по ободу назубљено. Лице листа је зелено, а наличје прекривено густим, белим длачицама.
Цветови су у густим терминалним метлицама дугим 20 - 30 cm. Чашица је четворозуба, а круница цеваста са четири обла режња. Цветови су розе, црвени, љубичасти, плави или бели, миришљави. Грло цевастог дела је наранџасто (енглески назив orange eye) Цвета дуго од јуна до октобра.
Плод је четворозуба, двоока, ситна чаура, која садржи између 50 и 100 семена. Плодови сазревају и сакупљају се од августа до октобра.
Семе је дуго 3,5-4,5 cm. Централни део семена је жућкасто- смеђе боје, остали делови беличасти, задржава способност клијања годину дана. Клијање је надземно. Котиледони су ромбично - овални, 2 - 3 mm дуги, а 1 - 1,8 mm широки, зашиљени су на врху. Епикотил је развијен и длакав.

## Ареал
Нативна је у централној Кини у провинцијама Сечуан и Хубеи и у Јапану. Гаји се на Новом Зеланду, Аустралији, Енглеској, а посебно је омиљена на Хавајима. У неким деловима света испољава инвазивна својства.

## Биоеколошке карактеристике
Најбоље се развија на изразито сунчаним положајима и добро дренираном земљишту богатом кречом. Отпорна је на градске услове, загађен ваздух и добро подноси орезивање.

## Примена
Због обилног, дугог цветања и лепих листова често се користи као декоративна врста по баштама и парковима као ограда, бордура или солитер. Лети у пуном цвату, шири пријатан и опојан мирис, привлачи лептире па је енглески назив лептиров жбун (butterfly-bush).

## Култивари
- висина 2,5-3 , ширина 2,5-3 m, тамнољубичасте цвасти 18-20 cm дуге.
- висина 2,5-3 , ширина 2,5-3 , цвасти светло лаванда боје 20-30 cm дуге, слаткастог мириса, листови крупни тамно сивозелени, сребрнастог наличја.
- висина 2,5-3 m, миришљави, пурпурноцрвени цветови.
- висина 2-3 m, ширина 2-3 m, ружичасте цвасти 15-20 cm дуге, биљка усправног хабитуса, листови плавозелени.
- висина 2,5-3 , ширина 2,5-3 m, пурпурноцрвени цветови у великим разгранатим цвастима.
- висина 1,5-2 m, тамноплави цветови са светлонаранџастим окцем, раноцветајућа сорта, миришљава, сивосребрни листови.
- висина 2,5-3,5 m, широке јоргованружичасте цвасти 20-35 cm дуге, благог мириса, латице су јој повијене и закривљане.
- висина 2-2,5 m, ширина 2-2,5 m, сорта са крем панашираним листовима и црвенољубичастим цветовима, округласт хабитус, осетљива на гриње.
- висина 1 m, ширина 1,2 m листови мали, тамно плавозелени, цветови у попољку јоргован-љубичасти, по отварању нежно лаванда боје, широког хабитуса.
- висина 1,8-2,5 , ширина 1,5-1,8 m, плавозелени листови, цвасти беле дуге 20-30 cm, благог мириса.
- висина 1,8-2,5 , ширина 1,5-1,8 m, слез-плави цветови у цвастима дугим 10-15 cm, листови мали сивозелени.
- висина 1,8-2,5 m, лаванда-плави миришљави цветови.
- висина 1,2-2 m, ширина 1,2-1,5 m, цвасти ружичасте 18-20 cm умереног мириса, листови сивозелени.
- висина 1,8-3 m, ширина 1,8-3 m, тамнољубичасте цвасти 12-20 cm, округластог хабитуса, великих тамнозелених листова, благог мириса, снажна.
- висина 3-3,5 m, ширина, цвасти 2,5-3 m, 15-25 cm дуге љубичастоцрвене, снажног усправног хабитуса, миришљава.
- висина 1,5-1,8 m, уске усправне цвасти са густим белим цветовима, листови сребрносиви, гране лучно повијене.
- висина 1,5-1,8 , ширина 1,5-1,8 m, цветови ружичасти крупни, листови сребрнасти.
- висина 1,5-1,8 , ширина 2,5-3 , цвасти 20-30 cm дуге слезове боје, јаког мириса, снажан густ жбун тамних, плавозелених листова.
- висина 1-1,2 m, ширина 1-1,2 m, цвасти беле, листови сребрни, сабијен жбунаст изглед.
- висина 2,5-3 , ширина 2,5-3 , цвасти беле 20-30 cm дуге, благ мирис меда, листови уски сивозелени.
- висина 2,5-3 , ширина 1,8-3 m, цвасти чисто беле са жутим окцем.
- висина 2,5-3 , цвасти беле, листови панаширани.

- Спонтано ширење будлеје у Манчестеру, потенцијална инвазивност.
- Будлеја привлачи лептире, па је у Енглеској називају лептиров жбун.

## Размножавање
Размножава се вегетативно - зеленим и зрелим резницама. У циљу добијања нових сорти размножава се генеративним путем - сетвом семена. Семе позитивно фотобластично.